# Fruitopia
Fruitopia est une boisson aromatisée aux fruits introduite par The Coca-Cola Company en 1994 et destinée aux adolescents et aux jeunes adultes. 
Selon les rapports commerciaux du New York Times, il a été inventé dans le cadre d'une initiative de Coca-Cola pour capitaliser sur le succès de Snapple et d'autres boissons au thé aromatisées. La marque a gagné un battage médiatique important au milieu des années 1990 avant de subir des ventes à la traîne à la fin de la décennie. Bien qu'il soit toujours disponible au Canada et en Australie en tant que marque de jus, en 2003 Fruitopia a été progressivement abandonné dans une grande partie des États-Unis. Cependant, certaines saveurs ont depuis été remodelées sous la marque à succès Minute Maid de Coca-Cola. L'utilisation de la marque Fruitopia se poursuit à travers diverses boissons dans de nombreux pays, y compris certains restaurants McDonald's aux États-Unis, qui proposent la boisson.